# Renata Kalenská
Renata Kalenská (* 1974 Jičín) je česká novinářka a moderátorka.

## Kariéra
Pracovala v redakci deníku Lidové noviny, pro které pravidelně připravovala profilové rozhovory s významným osobnostmi. Od září 2009 pracovala v časopisu Týden. Za svou práci získala novinářskou Cenu Ferdinanda Peroutky. Na základě jejích rozhovorů vznikla divadelní hra J. A. Pitínského Renata Kalenská, Lidové noviny. V letech 2013–2016 moderovala na Českém rozhlase Plus pořad Pro a proti.
Od ledna 2017 do ledna 2019 působila v internetovém zpravodajském webu Seznam Zprávy. Od února 2019 pracuje v redakci Deníku N.

## Osobní život
Má dvě děti, staršího Mikuláše a o tři roky mladší Viktorii. Dlouhodobě se potýká se zdravotními problémy, od třinácti let má cukrovku, chodila na dialýzu, prodělala transplantaci ledviny a slinivky. V roce 2023 dala sebe a své děti pokřtít.